# Waterkot (Ruiselede)
Het Waterkot (ook: Axpoelemolen of Stampkot) is een watermolenrestant in de West-Vlaamse plaats Ruiselede, gelegen aan Aaltervoetweg 6.
Deze onderslagmolen op de Wantebeek fungeerde als korenmolen en oliemolen.

## Geschiedenis
In 1520 was er sprake van een voormalige watermolen in de toenmalige heerlijkheid Axpoele. In 1569 stonden hier, volgens documenten, twee watermolens: Een korenmolen en een oliemolen.
De watermeulene werd in 1587 nog vermeld, maar de godsdiensttwisten leidden tot vernieling van de molen. In 1596 bleken beide watermolens afgebrand te zijn. Na 1600 volgde heroprichting van de watermolen. In 1808 werd het bedrijf stopgezet en stonden de molens te koop. De molen werd ontmanteld en het molenhuis ging als woonhuis fungeren. In 1984, bij een renovatie, bleek het asgat nog aanwezig te zijn.